# Балта-Тіймєз
Балта́-Тіймє́з (крим. Balta tiymez — «Сокира не торкнеться»; Калєдє кєварот — гіпотетичний караїмський варіант назви, запропонований Фірковічем, Йосафатова долина — російська назва, за метафорою з книги Петера-Симона Палласа) — родовий караїмський цвинтар, розташований у верхів'ях балки Мар'ям-Дере, навколо печерного міста Чуфут-Кале в Бахчисарайському районі в Криму.

## Розташування і оточення
Об'єкт розташований у верхів'ях балки Марьям-Дере, яка належить до басейну річки Чурук-Су. Незважаючи на велику кількість джерел в балці немає постійного водотоку. Марьям-Дере на всій своій протяжності насичена пам'ятками історії та культури різних епох і народів. У гирлі балки розташовувалося селище Салачик, тут знаходиться дюрбе Хаджі I Герая і Зинджирли-медресе. У середній частині балки розташований Успенський Анастасієвський монастир, заснування якого датують VIII століттям. Поблизу монастиря розташовані військові кладовища відповідно 1854—1855 і 1944 років. Над верхів'ями балки нависають обриви зі стінами і штучними печерами фортеці Чуфут-Кале, а під ними розташована обитель дервішів і Азіз Газі-Мансур. Дорога направо серпантином піднімається до Малим (Південних) воріт фортеці, а дорога, що йде паралельно дну балки правою стороною, веде до огорожі і арочних воріт некрополя. На пам'ятники місцевості вплинули три релігії: караїмізм, православ'я й іслам.

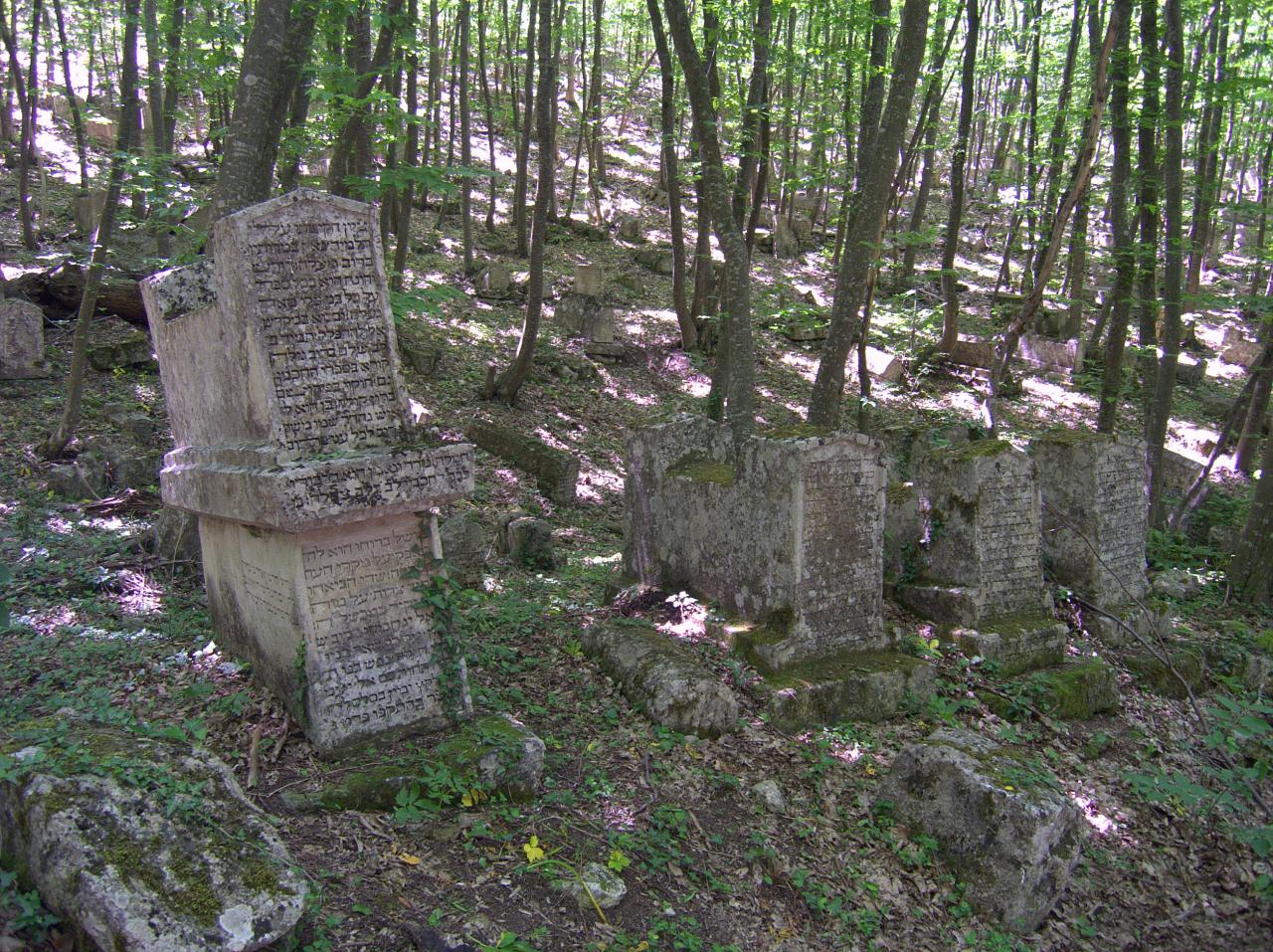
Караїмські надгробки на цвинтарі

Дерева, які сотні років саджали на некрополі, утворили гай зі звичайного дуба і супутніх порід. З 2011 року в Україні це пам'ятник природи.

## Історія і назви
Час поселення караїмів в Кирк-Орі (Кирк-Єрі, Чуфут-Кале) датується істориками серединою XIV століття. За часів Кримського улусу Золотої Орди і Кримського ханства місто стало їх головним релігійним і культурним центром. Некрополь був винесений за міські стіни на відстань 200—250 м.
Йосафатовою долиною стали називати караїмський цвинтар, що знаходиться за древнім містом Чуфут-Кале, біля Бахчисарая, спираючись на біблійну традицію вже за часів Російської імперії слідом за метафорою з книги Петера-Симона Палласа. Кладовище також носило назву Балта-Тіймез, ймовірно, через стародавні дуби, і яка завжди вживалася та вживається місцевим населенням — караїмами і кримськими татарами.
Йосафатова долина в Палестині згадується в Старому Завіті, в книзі пророка Йоіла (3:2-12): «Я (Єгова) зберу всі народи, зведу їх у долину Йосафата і там буду судитися з ними». Там розташовується велике єврейське кладовище, чинне і в даний час. У XIX—XX століттях зображення єрусалимської Йосафатової долини містилися практично у всіх єврейських йорцайтах. Вид чуфуткальської безлісої кам'янистої долини, щільно заставленою безліччю надгробків, навіював думки про подібність Чуфут-Кале і околиць Єрусалима.
Це не єдиний випадок використання біблійної назви для інших об'єктів. Біля села Голинчинці, розташована долина хрестів Йосафатова долина, яка є місцем паломництва.
Першим дані про некрополь запровадив до наукового обігу караїмська учений Авраам Фиркович. В кінці життя він переселився в Чуфут-Кале. У 1872 році Фиркович опублікував книгу під назвою «Авне-Зіккарон» (дав-євр. אבני זכרון — «Пам'ятні Камені») з описом своїх кримських знахідок, в якій оголосив, що найдавніший надгробок в Йосафатовій долині датується 6 роком н. е. Однак ряд підтасувань в його дослідженнях, які виявили пізніші автори лише підірвали довіру до його наукових результатів. Проте він і його спадщина залишається важливим першоджерелом з досліджень некрополя. Багато написів на могилах до теперішнього часу нечитаності і дійшли до нас тільки завдяки працям Фірковича.

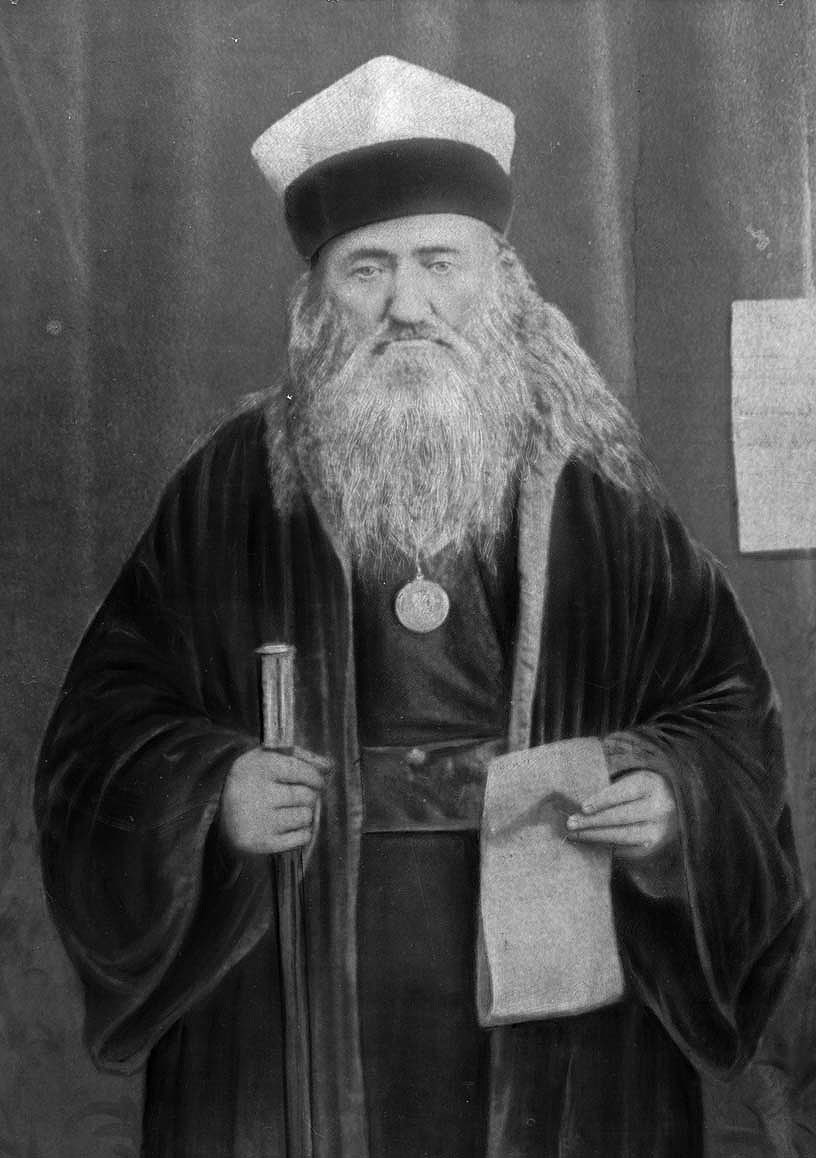
Газзан Авраам Фіркович, один з останніх жителів Чуфут-Кале
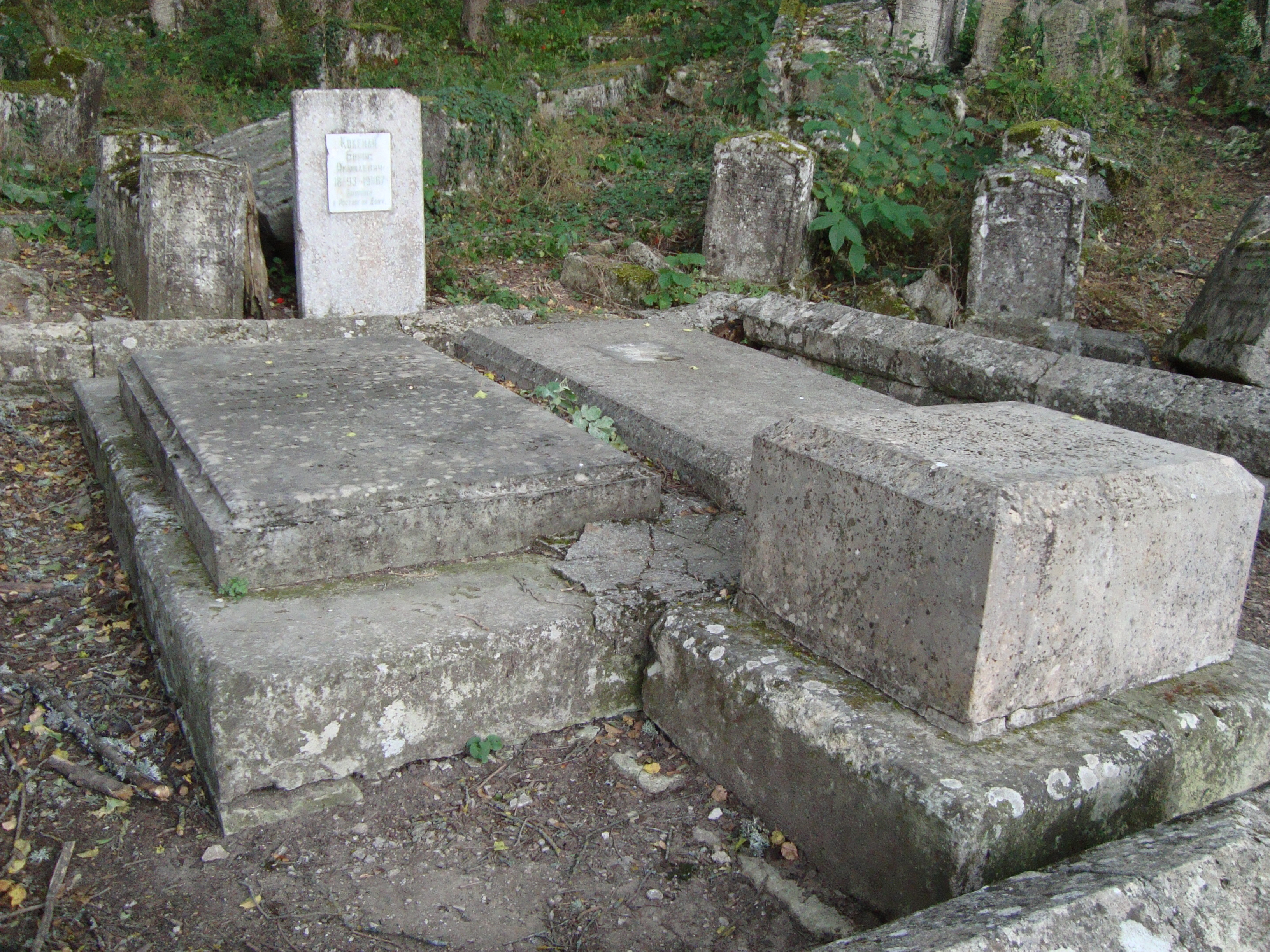
Могила Авраама Фірковича Пізня реконструкція зруйнованої плити
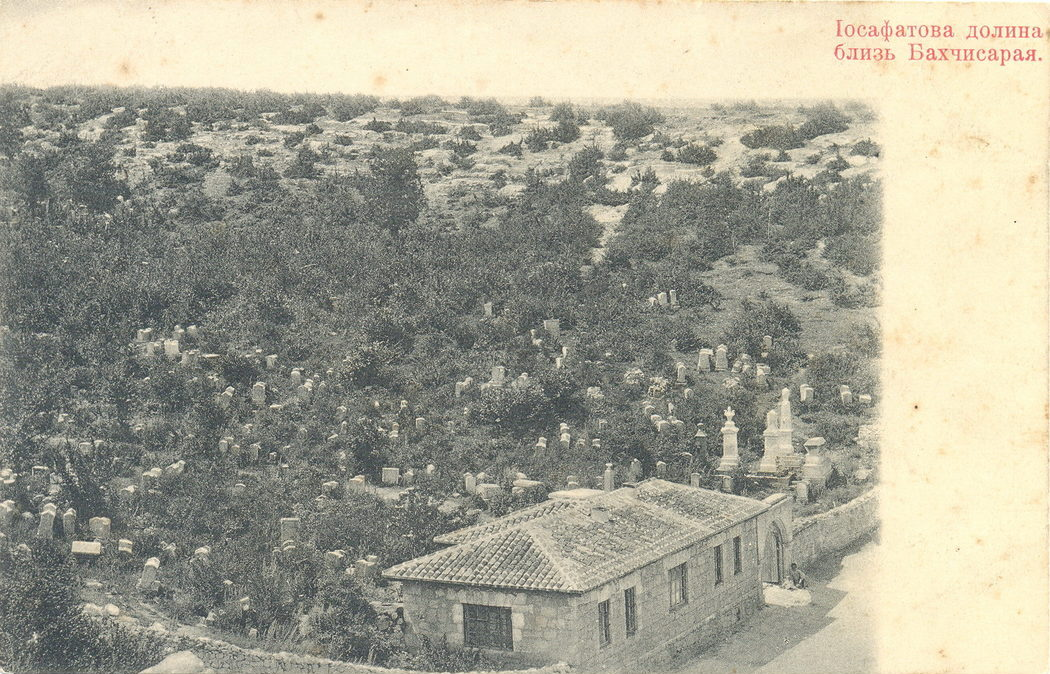
Йосафата долина. Поштова картка 1900-х. Вид з північного сходу. Сторожка в даний час не збереглася
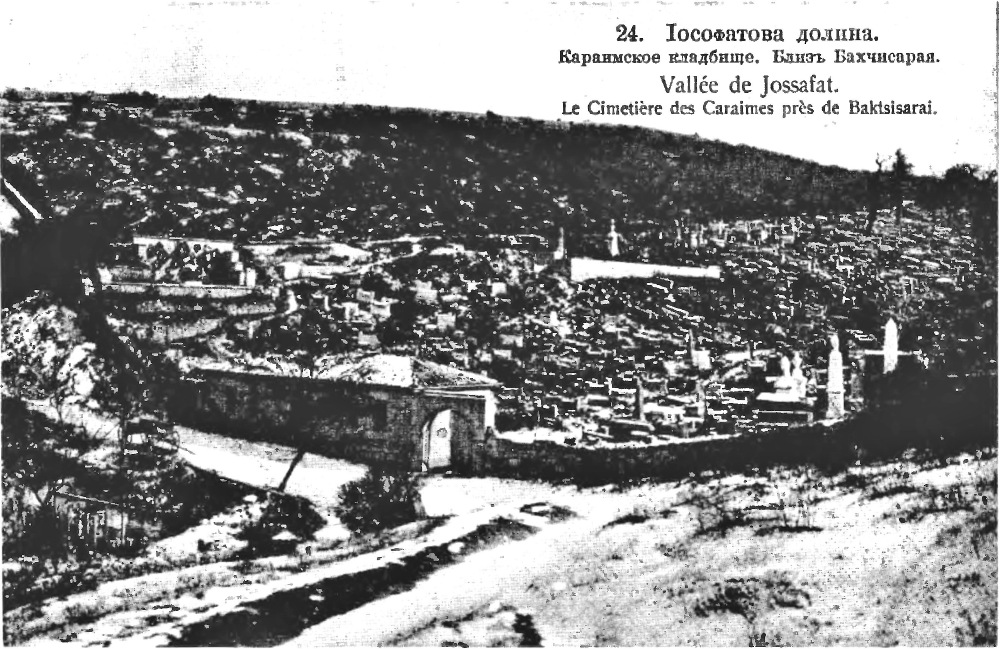
Йосафата долина, поштова картка 1900-х. Вид з північного заходу
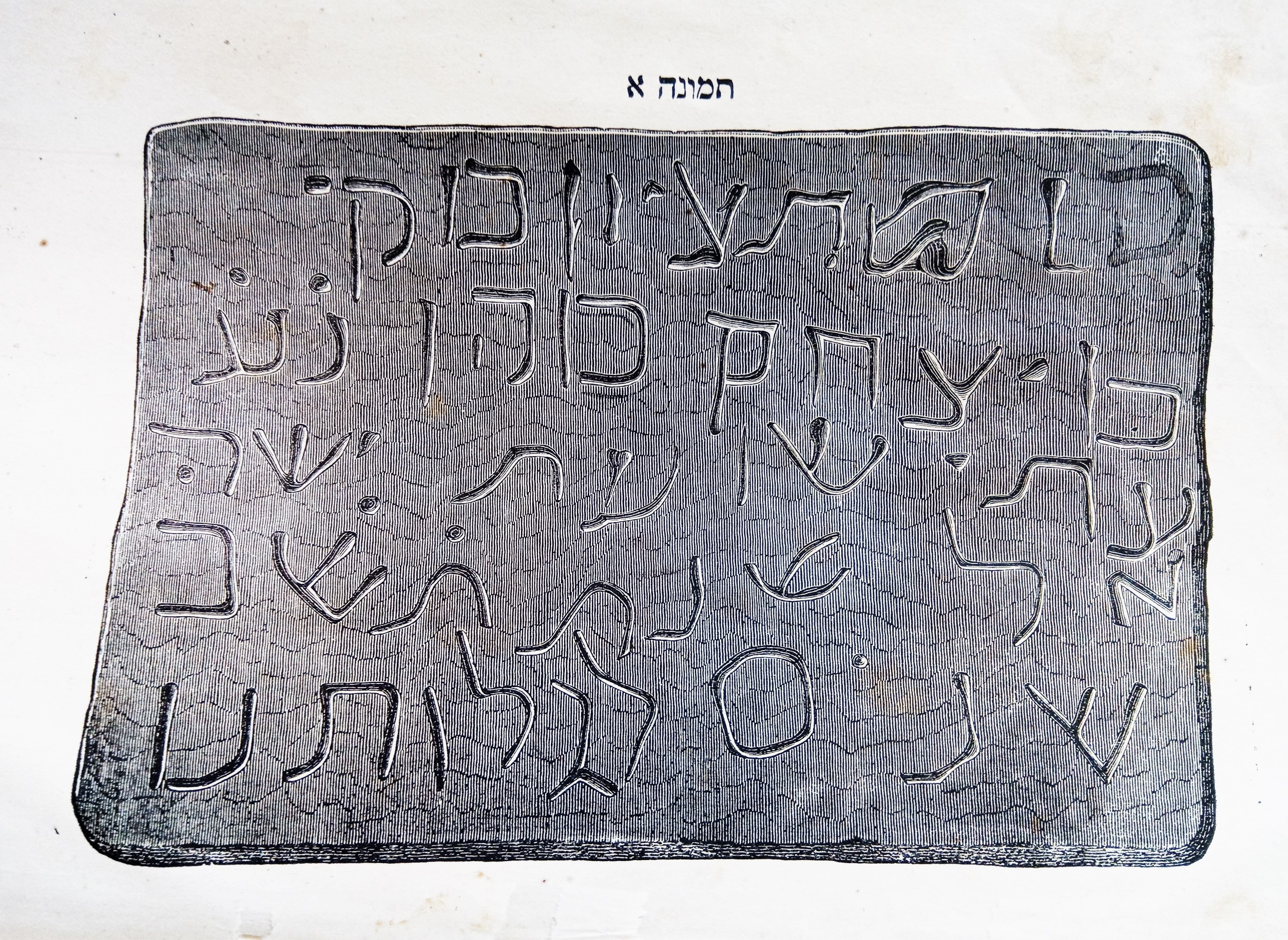
Епітафія на надгробку Букки, сина Ісаака Когена Датована Фірковичем 6 роком н.е., Хвольсоном 157 роком , а Гаркаві - 1542-м

## Опис
Некрополь розташований в Йосафатовій долині, в верхній частині балки Марьям-Дере. Його основна стіна і головні ворота розташовані перпендикулярно осі водотоку балки. Протяжність некрополя становить близько 500 м, ширина зменшується з набором висоти від 150 до 70 м. На його території міститься понад 7000 збережених надгробків. Згідно сучасним дослідженням, найдавніші з них мають датування 40-х років XIV століття, а останні встановлені в повоєнний час. Біля 3400 надгробків мають похоронні епітафії, виконані в основному староєврейською мовою (Лешон Xа-Кодеш, дав-євр. לְשׁוֹן הַקֹדֶשׁ дав-євр. לְשׁוֹן הַקֹדֶשׁ — Свята Мова). Більшість надгробків Йосафатової долини виконано з вапняку, видобутого в безпосередній близькості від некрополя. Деякі пізні надгробки багатих сімей наприкінці XIX століття робилися з дорогого базальту і мармуру. Крім власне караїмів, на кладовищі також були нечисленні поховання євреїв-раввіністів, які в XVII — початку XIX століть проживали в Чуфут-Кале і Бахчисараї. Надгробки орієнтовані за віссю північ-південь. Це пов'язано з уявленнями про розташування священного міста Єрусалиму: згідно караїмської традиції, в його сторону слід направляти молитви. Повсталі з мертвих під час приходу Месії і Страшного суду караїми мали побачити Єрусалим. Тому небіжчика клали ногами на південь, а головою — на північ. Лицьова сторона надгробку з похоронним написом, була спрямована, як правило, на північ. Епітафії вирізалися прямо на поверхні надгробка, іноді в спеціально створеній для цього ніші. На відміну від надгробків раввіністів, часто різнобарвних, караїмські надгробки Криму майже завжди були витримані в строгому стилі, без додаткових прикрас. Дорогий напис на надгробку міг робитися не відразу, іноді навіть через роки після смерті; якщо написи замовляли нащадки, які не знали точних патроніміків і дат смерті і народження померлих, то в епітафіях ці дані відсутні. Збереження пам'яток викликає побоювання через вплив на вапняк опадів і мохів та лишайників, що особливо погано відбивається на написах. Розміщення поховань вироблялося на кладовищі досить довільно. Надгробки пізніх періодів хаотично перемежовуються з ранніми. Престижна частина біля входу на кладовище містить, переважно, пам'ятники кінця XIX — початку XX століття, більш ранні загублені. Родичі, по можливості, клалися поряд, на кладовищі можна виділити кілька сімейних секторів.
Надгробки мають досить різноманітну форму. Кримських краєзнавець Петро Кеппен виділив п'ять типів караїмських надгробків:
- найдавніші безрогі гробниці;
- дворогі гробниці;
- гробниці, що складалися з однієї плити, при якій прямовисно поставлена інша плита;
- надгробки з трьох плит — двох мармурових і однієї простої тесаного каменю;
- «Могили, над якими належить тільки з кожного кінця по одному простому каменю».

Найдавніші надгробки XIV—XV століть як правило схожі на християнські або мусульманські пам'ятники того ж часу (вузькі, одно- або дворогі), іноді орнаментовані так званим «сельджуцьким ланцюгом». Для XV—XVII століть характерні масивні і довгасті двосхилі надгробки у вигляді хатини. Вертикальні стели ашкеназського типу кінця XV століття належать нечисленним вихідцям з України (Київ та Луцьк). Деякі епітафії XVI—XVII століть були нанесені на великі прямокутні або квадратні плити, що ставилися вертикально. Надгробки орнаментувались рідко і досить скупо. На пам'ятниках XIV—XV століть зустрічаються сельджуцькі орнаменти, аналогічні прикрасам на християнських і мусульманських надгробках цього часу. На пам'ятниках раннього нового часу в XIX—XX століть часто вирізані різні символи — шести- і дев'ятикутні зірки, солярні знаки, кипариси, розетки. Значення орнаментів в даний час незрозуміле. Кипариси і квіти, ймовірно, можна інтерпретувати як зображення дерева життя. Розетки могли бути символічною кроною або плодом дерев: на думку деяких фахівців, їх можна інтерпретувати як зображення плодів дерева життя. Розетки у вигляді зірок, можливо, символи загробного життя або душ, які подорожують в небо.
Незважаючи на те, що караїмська громада практично повністю покинула Чуфут-Кале в другій половині XIX століття, некрополь продовжував функціонувати і пізніше. Монументальні дорогі надгробки з базальту, граніту та мармуру датуються XIX — початком XX століття. Після 1917 року кладовище вже практично не використовувалося, хоча окремі пам'ятники з'являються там і пізніше. Останнім часом з лівого боку від входу в некрополь представники кримської караїмської громади стали влаштовувати кенотафи (так звані йолджі-ташлар) на пам'ять про відомих караїмів.

## Відомі особи, поховані на кладовищі

### Поховання
- Ісаак ха-Сангарі — єврейський проповідник, який за легендою переконав хазар прийняти юдаїзм. У XIX столітті відомий дослідник караїмських старожитностей Авраам Фиркович стверджував, що виявив надгробну плиту з ім'ям Сангарі, але в даний час написи на ній невиразні. Якщо приймати Ісаака ха-Сангарі за реальну історичну персону, а поховання за його реальну могилу, то вік некрополя сягає VIII століття.
- Ісаак бен Соломон (1754 / 1755, Чуфут-Кале — 1826, там же) — караїмський вчений, астроном, поет і вчитель.
- Авраам Фиркович (2 вересня 1787, Луцьк — 17 (29) червня 1874, Чуфут-Кале) — караїмський вчений і мандрівник, письменник і археолог, збирач давніх рукописів, газзан. Похований на кладовищі, дослідженню історії якого присвятив більшу частину життя.
- Яків Дубинський (1895—1958), археолог, доглядач Чуфут-Кале.

### Кенотафи
- Поручик Марк Тапсашар — герой російсько-японської війни, чия шабля посмертно передана імператором Японії після укладення миру імператору Миколі II[16]. Напис: «Сооружён в назидание потомству в честь доблестного сына караимского народа Командира 7-ой роты Квантунского Флотского экипажа поручика Тапсашара геройски погибшего за царя и отечество в бою 16 октября 1904 г. под Порт-Артуром впереди укрепления его». Після більшовицької окупації слово «царя» було вирубано зі стели.
- Караїмська інтелектуал Борис Кокенай — йолджи-таш, встановлений 1981 року Вільнюським університетом за договором з Семітою Кушуль; на вимогу кримчацького краєзнавця Л. Кая демонтований в 1983 році, а відновлений караїмською спільнотою в 1989 році[17].
- Доктору філологічних наук, професору Сераю Шапшалу, колишньому Таврійському і Одеському гахаму і гаханну караїмів Польщі — встановлений в 2002 році з текстом «Хану Шапшалу від караїв. Han Şapşal Karaylardan»[18].
- Юристу, підприємцю, меценату, видавцеві Караїмської народної енциклопедії Михайлу Сарачу[19].

## Балта-Тіймєз в культурі і мистецтві

Некрополь у творах живопису та графіки
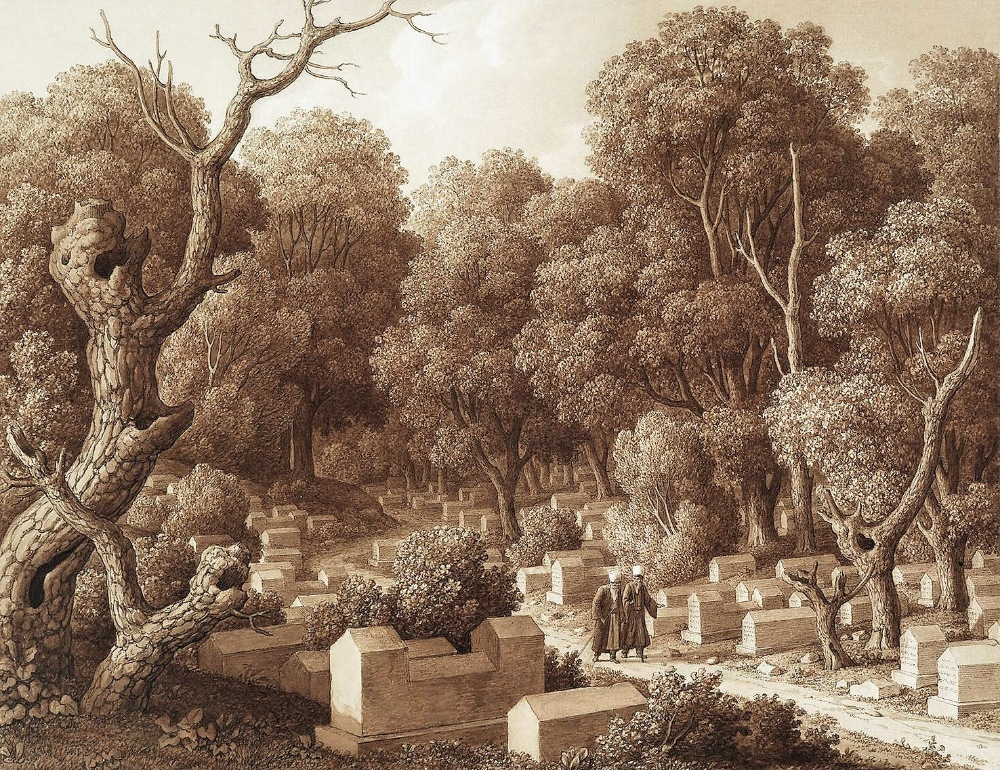
Карл фон Кюгельген. Караїмський цвинтар в Чуфут-Кале (1804 або 1806)
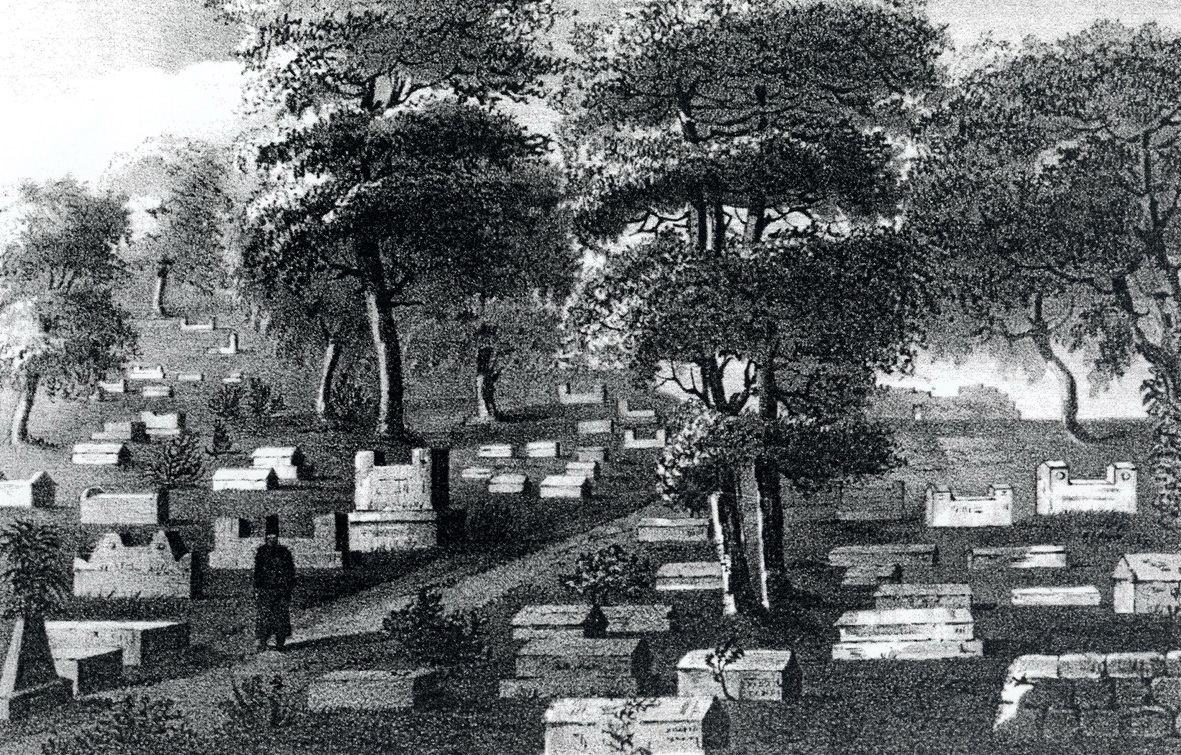
Йосафата долина, з книги Дюбуа де Монпере (1839-184)
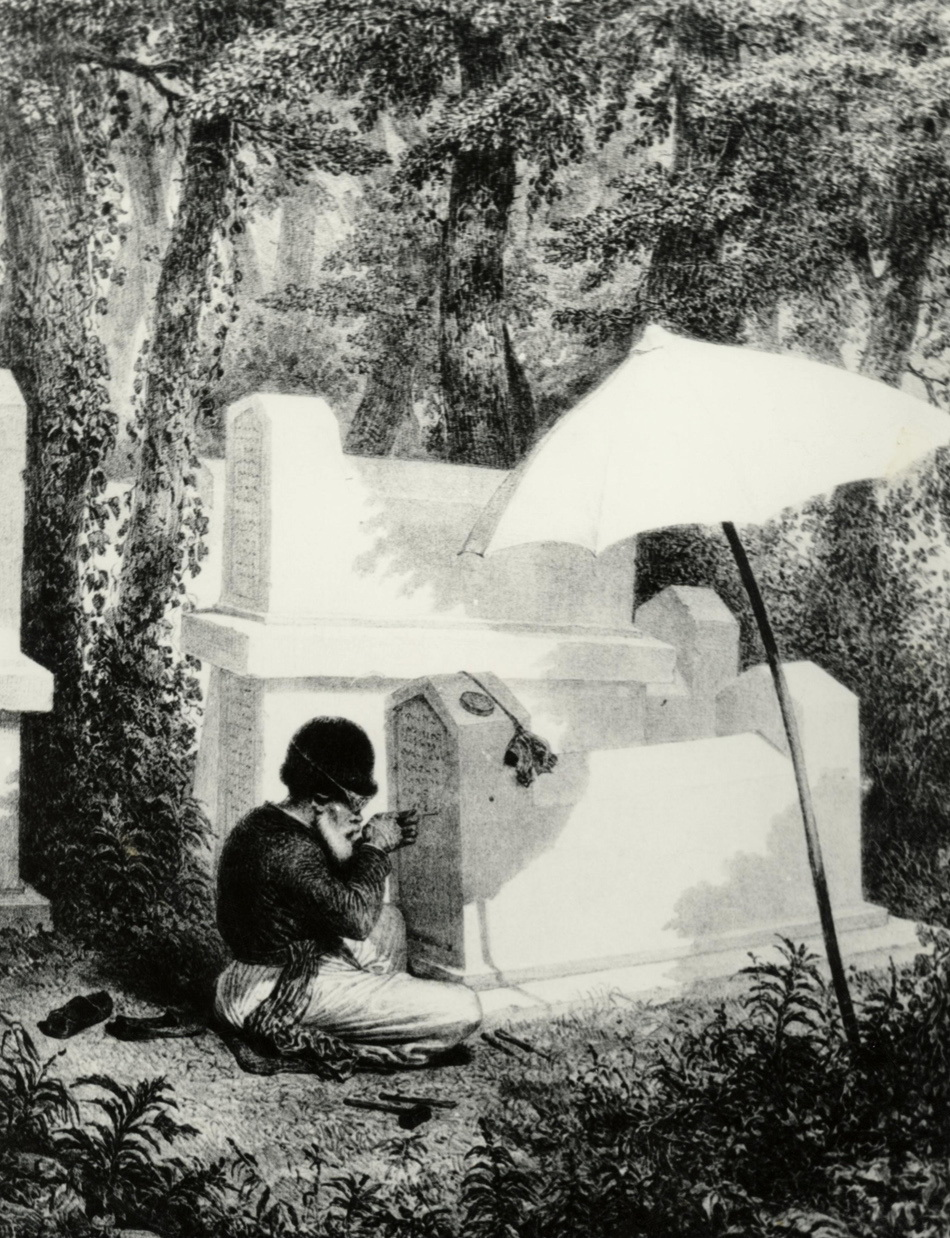
Різьбяр епітафій Ієгуда Казас, гравюра Огюста Раффе (1837)
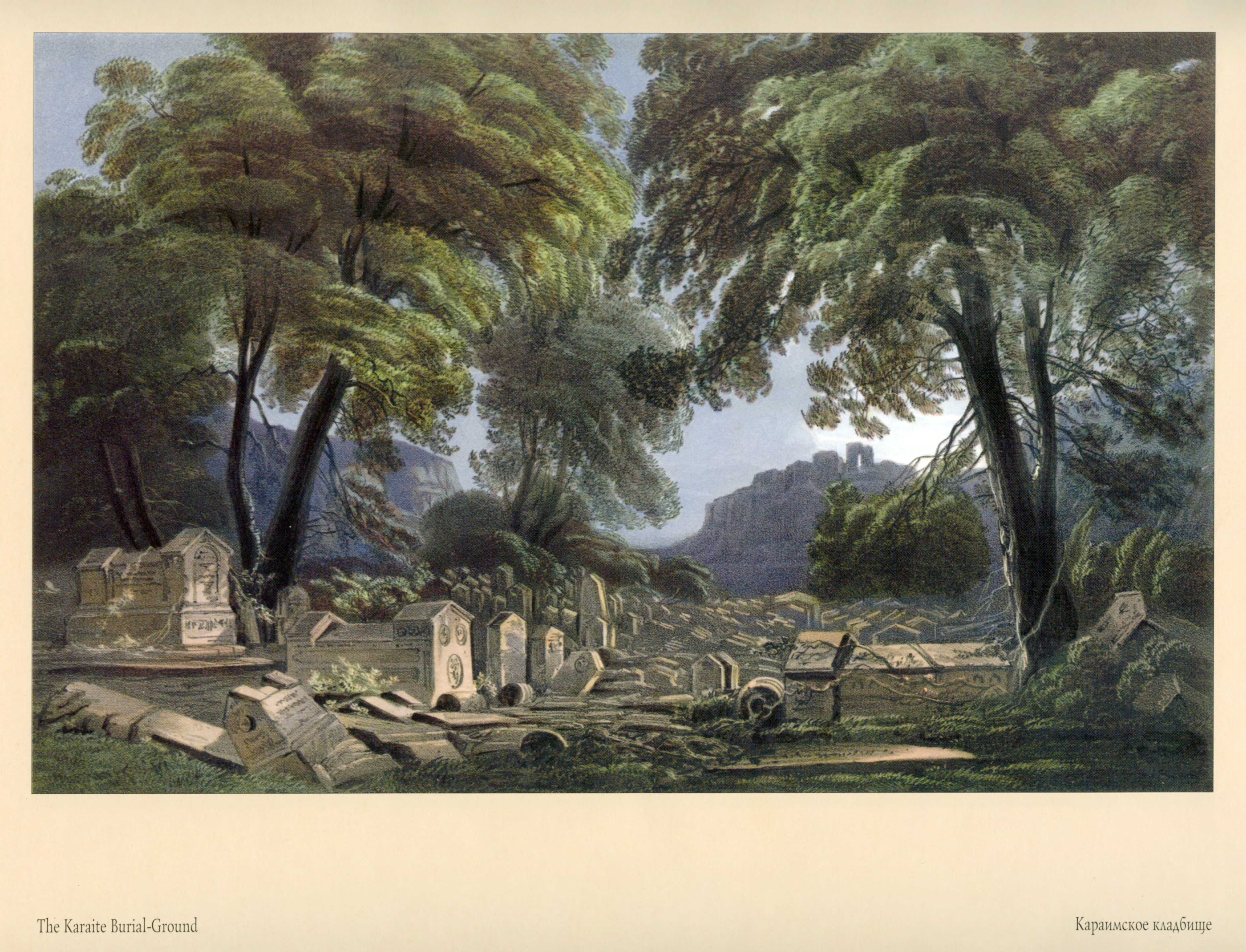
Караїмський цвинтар. Карло Боссолі (1856)

Двічі, в 1804 і 1806 роках, за вказівкою Олександра I Крим відвідав Карл фон Кюгельген, академік Санкт-Петербурзької Імператорської Академії мистецтв. З його малюнків були виконані літографії, одна з яких відобразила караїмський цвинтар в Чуфут-Кале.
У 1831—1834 роках французький вчений Фредерік Дюбуа де Монпере здійснив експедицію на Південь Російської імперії, яку він згодом описав у своєму творі «Подорож навколо Кавказу, до черкесів і абхазів, до Грузії, Вірменії і в Крим» (1839—1843). Великий інтерес представляє атлас ілюстрацій, прикладений до цього твору і містить велику кількість малюнків і схем з описом історико-архітектурних пам'яток Криму і Кавказу, зокрема, і зображення некрополя в Іосафатову долині.
У 1837 році відбулася наукової експедиція князя Анатоля Демидова, де разом з двадцятьма двома французькими вченими, письменниками і художниками, брав участь талановитий художник Огюст Раффе. Він виконав гравюри караїмського одягу, побуту і обрядів, зокрема, і портрет різьбяра епітафій Ієгуди Казаса за роботою на кладовищі. Ряд робіт був опублікований в книзі «Подорожі по півдню Росії і Криму» (4 томи, 1838—1848). Збереглося 100 літографованих пластин з підписом Raffet.
Представник романтизму Карло Боссолі багато подорожував Кримом і створив понад 70 пейзажів. У 1842 році в одеській друкарні Д. Кленова був надрукований перший альбом чорно-білих літографій Боссолі, що містив 24 роботи. Інший альбом, з 52 малюнками, був опублікований вже в 1853 році в Лондоні. Листи 36 і 37 альбому присвячені Чуфут-Кале і Йосафатовій долині, втім з сильною стилізацією, характерною для романтизму.
Йосафатовій долині присвячені вірші поетів Григорія Данилевського і М Сінані.